# Miniversum
Miniversum war ein Kindermagazin, bei der der jungen Generation alles über Tiere beigebracht wurde. Die Sendung war eines der am längsten laufenden Formate des ORF-Kinderprogramms Okidoki (vormals Confetti TiVi). Die meisten Folgen wurden in diese Kategorien unterteilt:
- Der Steckbrief, bei dem alles über ein bestimmtes Tier berichtet wurde.
- Der Schnappschuss, bei dem aktuelle Meldungen über Tiere aus aller Welt gezeigt wurden.
- Das Jungtier der Woche, hier wurde immer ein Tierbaby, das gerade irgendwo auf der Welt in einem Zoo geboren wurde, gezeigt.

Moderiert wurde die Sendung von Christina Karnicnik. Die Altersempfehlung des ORF lag ab sechs Jahren.
In den letzten Staffeln wurden die Kategorien zugunsten eines Hauptbeitrags teilweise aufgelöst, wie z. B. in den vierteiligen Folgen An der blauen Donau mit zusätzlichen Hintergrundinformationen. Für solche mehrteiligen Themenfolgen wurde das Material aus dem Archiv der Universum-Folgen für die Altersgruppe neu zusammengestellt und zusammen mit Hintergrundinformationen kindgerecht aufbereitet.
Der überwiegende Teil der Serie beschäftigte sich mit dem Leben in den österreichischen Naturräumen.

## Tolle Tiere,mit Kater Kurt(seit 2015)
Die Sendung Miniversum ist derzeit nicht mehr im ORF-Kinderprogramm, dafür wurde 2015 mit dem neuen „okidoki“-Maskottchen Kater Kurt eine neue Sendung mit dem Titel Tolle Tiere geschaffen.